# Gothia Arena

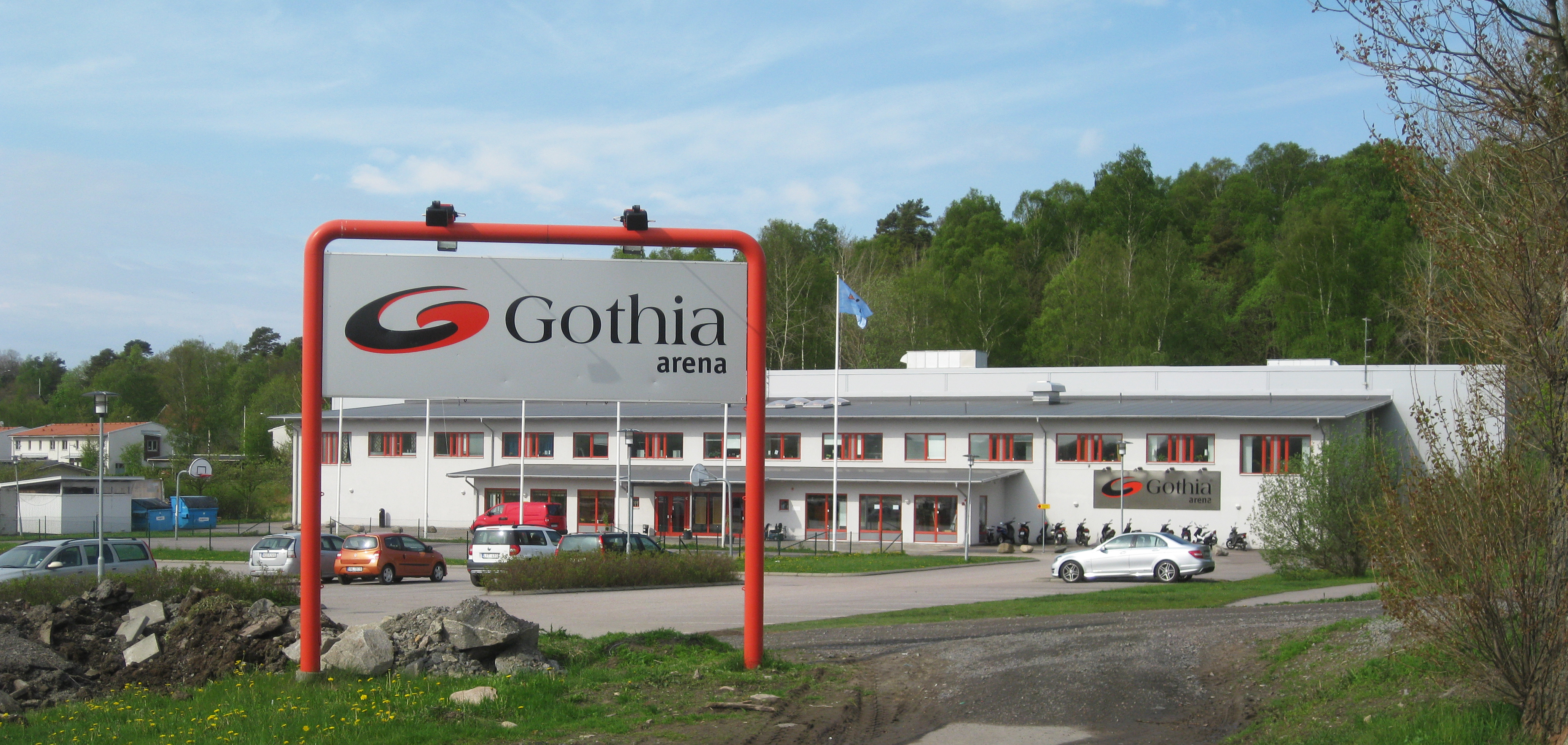
Gothia Arena, sedd från gatan Ängåsvallen

Gothia Arena är Högsbo Baskets hemmaarena och är belägen i Västra Frölunda i Göteborg. Arenan har en fast läktare som rymmer cirka 500 personer. Det finns även en utdragbar läktare som rymmer ungefär 300 personer. Vid matcherna ställs även cirka 2-3 rader med stolar vid den utdragbara läktaren och då tar arenan 1000 personer. Gothia Arena är en av de största klubbägda baskethallarna i Sverige. Den har tre planer. Det är den enda klubbägda hallen i Göteborg. 

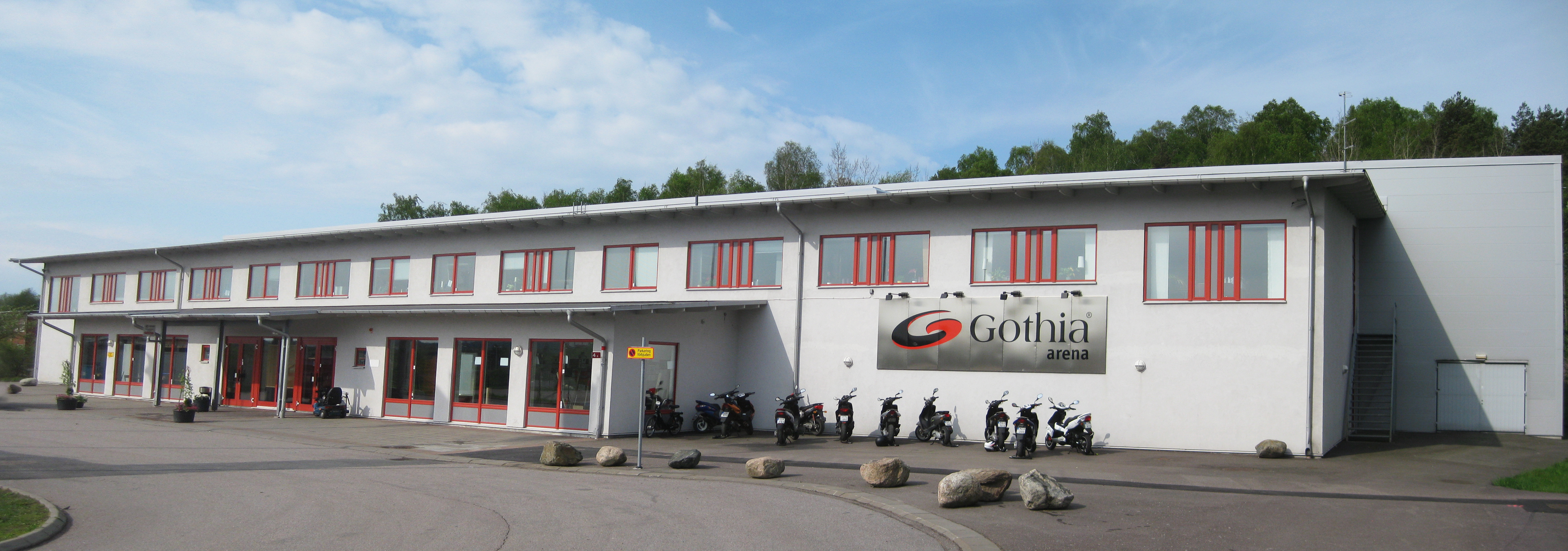
Gothia Arena i maj 2012.